# Crocus antalyensis
Crocus antalyensis är en irisväxtart som beskrevs av Brian Frederick Mathew. Crocus antalyensis ingår i släktet krokusar, och familjen irisväxter.

## Underarter
Arten delas in i följande underarter:
- C. a. antalyensis
- C. a. striatus